# 拉登·苏托莫
拉登·苏托莫（1888年7月30日—1938年5月30日），荷屬東印度（今印度尼西亚）医生，印度尼西亚民族英雄。

## 生平
1903年，拉登·苏托莫前往巴達維亞（今雅加達）威尔特弗雷登的土著医师培训学校学习医术。1908年，与志同道合者成立了印度尼西亚第一个民族主义政治团体——至善社。1911年从学校毕业。然后他曾在爪哇和苏门答腊各个地方行医。1917他娶了荷兰护士埃弗丁娜·约翰娜·布鲁灵（Everdina Johanna Bruring）。并在两年后去荷兰学习了医学。1924年，他于泗水成了学生团体“印度尼西亚学习俱乐部”（荷蘭語：Indonesische Studie Club）；1930年他成立了印度尼西亚民族党，成立的初衷并不过问政治，只为社会福利和经济繁荣。他还发起成立了“印度尼西亚民族银行”、首家保险公司Bumi Putra（意为“土著”）和合作机构Rakun Tani，许多家孤儿院、麻风病院等公共卫生机构深受其影响。

## 遗产
1981年7月30日在泗水成立了苏托莫医生大学。